# Ursus Particiacus

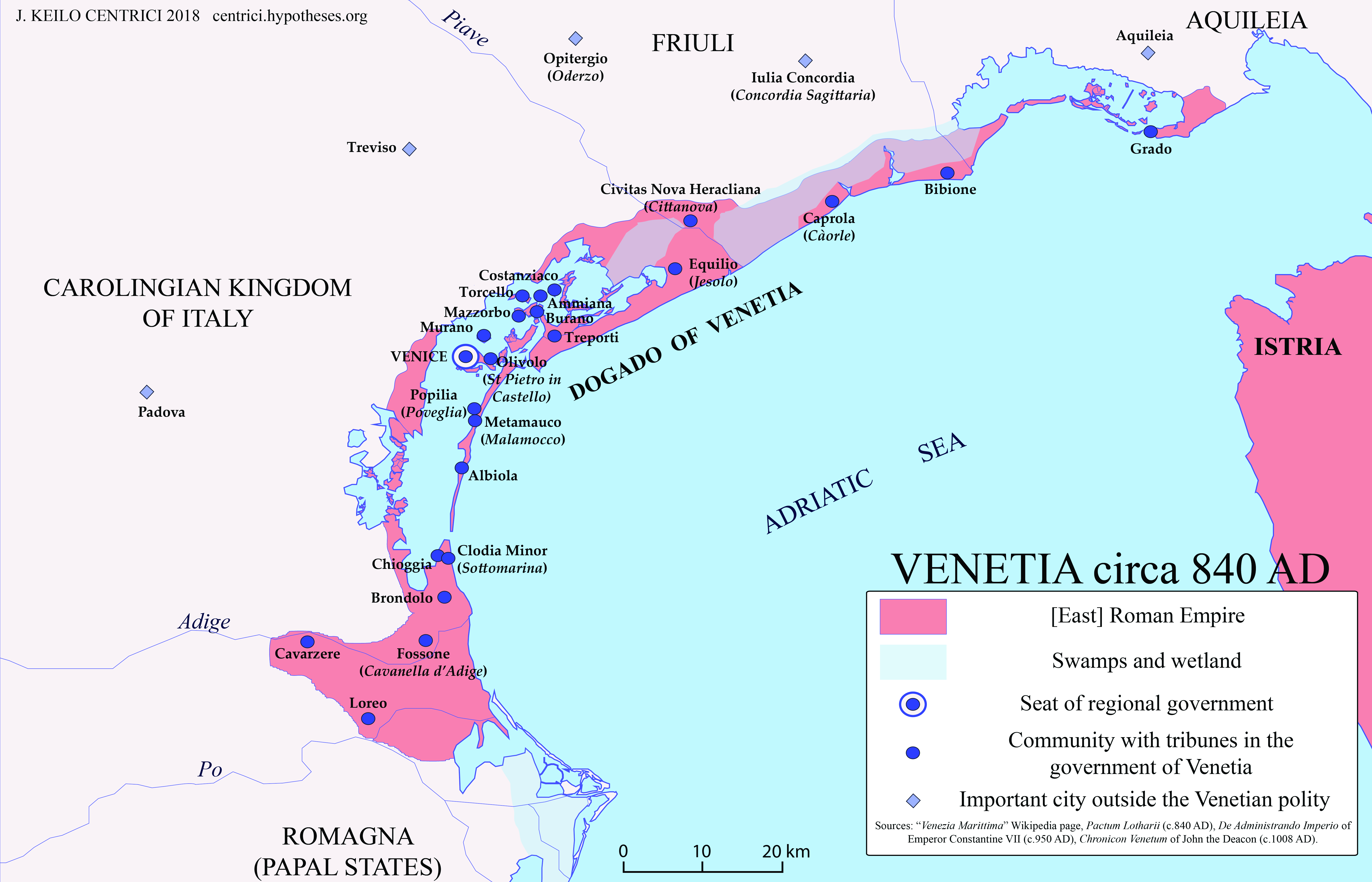
Einflussbereich des Byzantinischen Reiches und Venedigs um 840

Ursus Particiacus, in den späteren Quellen meist Orso Participazio oder Partecipazio († 853), war etwa von 821 bis 853 Bischof von Castello, das seinerzeit noch Olivolo genannt wurde. Dieses stellt seit 1451 nur noch  ein Titularbistum dar. Er gilt als Sohn des Dogen Johannes Particiacus. Die Chiesa di San Pietro ließ er vergrößern und die Reliquien der Heiligen Sergius und Bacchus dorthin transferieren.
Nach der historiographischen Tradition der Republik Venedig war er nie Doge, sondern er vertrat nach dem Sturz des Usurpators Caroso im Jahr 832 für kurze Zeit den von Caroso kurz zuvor gestürzten und vertriebenen Dogen Johannes Particiacus, der insgesamt drei Mal gestürzt wurde. Als (möglicher) Angehöriger der Particiaco-Familie gehörte er zu einer der drei Familien, die in der Geschichte der Republik Venedig versuchten, eine Art Erbmonarchie durchzusetzen. Die Regierung führte er gemeinsam mit zwei Tribunen. Die venezianische Geschichtsschreibung hat seit ihrem Einsetzen um 1000 Ursus' Regierung stets als bloße Interimslösung bis zur Rückkehr des legitimen Dogen dargestellt.
In seinem Testament vom Februar 853 hinterließ er seiner Kirche reiche Legate, bedachte seine Schwester Romana („Romana soror mea“, wie er explizit schreibt), der Äbtissin von San Zaccaria, mit Nießbrauchrechten. 300 Libra Silber sollten der Restaurierung seiner Amtskirche dienen. Das Testament erwähnt erstmals in der venezianischen Geschichte Pfeffer. Allerdings wird die Echtheit des nur in Abschriften erhaltenen Testaments in Frage gestellt.

## Familie
Die Particiaco – sofern Ursus dieser Familie angehörte – zählten zu den tribunizischen Familien in der Frühzeit der Republik Venedig. Diese Familien waren vermögende Grundbesitzer, Inhaber höchster politischer und militärischer Ämter im östlichen Venetien, das bis zum Beginn des 9. Jahrhunderts Teil des Oströmischen Reichs war. Ihnen war es gelungen, das oströmisch-byzantinische Amt eines Tribunen erblich zu machen. Von Beginn des 9. bis Mitte des 10. Jahrhunderts versuchte die Familie immer wieder, Venedig in eine Erbmonarchie umzuwandeln.

## Leben und Amtsführung
Der Aufstand des byzantinischen Tribunen Caroso zwang den Particiaco-Dogen Johannes I., an den fränkischen Hof zu fliehen, wo er von Kaiser Lothar mit Wohlwollen aufgenommen wurde. Caroso erklärte sich zum Dogen, wurde aber schon drei, nach anderen Angaben sechs Monate später von den Anhängern der Particiaco, die es verstanden, die vielen mit der Herrschaft des Usurpators Unzufriedenen auf ihre Seite zu ziehen, im Dogenpalast gefangen genommen, geblendet und aus Venedig verjagt.
Bis zur Rückkehr des Johannes führte Ursus, der Bischof von Olivolo, dessen Amtssitz im Osten der heutigen Kernstadt Venedigs lag, die Regierungsgeschäfte. Der Doge und Chronist Andrea Dandolo berichtete im 14. Jahrhundert ausdrücklich, dass man bis zur Rückkehr des Dogen keinen neuen Dogen wählen wollte; die drei Sachwalter bezeichnete er als „rectores“. Johannes wurde so nach etwa einem Jahr des Exils mit allen Ehren in Venedig empfangen, um in sein Amt zurückzukehren. Er sah sich jedoch schon wenig später mit neuen Widerständen wegen seines rigorosen Regierungsstils konfrontiert und wurde 836 endgültig gestürzt.

## Rezeption

### Bis gegen Ende der Republik Venedig
Für das Venedig zur Zeit des Dogen Andrea Dandolo war die Deutung, die man der kurzen Herrschaft des Ursus beilegte, in mehrfacher Hinsicht von einer gewissen symbolischen Bedeutung. Das Augenmerk der Mitte des 14. Jahrhunderts längst fest etablierten politischen Führungsgremien, die vor allem seit Andrea Dandolo die Geschichtsschreibung steuerten, galt der Entwicklung der Verfassung (in diesem Falle der Frage der Kontinuität und Eindeutigkeit des Dogates des Dogen Johannes), den inneren Auseinandersetzungen zwischen den possessores (repräsentiert in den Familiennamen und der konsequenten Austilgung der Anhängerschaft Carosos), also der sich immer mehr abschließenden Gruppe der Besitzenden, die zugleich die politische Macht besetzten, aber auch den Machtverschiebungen innerhalb der Lagune (der zunehmenden Bedeutung Rialtos, der schwindenden von Metamaucum und Heracleia), der Adria und im östlichen Mittelmeerraum sowie in Italien. Dabei standen die Fragen nach der Souveränität zwischen den übermächtigen Kaiserreichen, des Rechts aus eigener Wurzel, mithin der Herleitung und Legitimation ihres territorialen Anspruches, stets im Mittelpunkt. Ähnlich wie bei den Galbaii versuchte man die Unsicherheit der Verhältnisse auf Mängel in der Machtbalance, mithin in der Verfassung zurückzuführen, die es noch nicht gestattet hätte, die Macht des Dogen und seiner Nachkommen so einzubinden, dass keine Dynastiebildung mehr möglich war. Bei Iohannes erwies sich demnach wieder deutlich, dass ein Versagen der Institutionen und Einstellungen bei den Entscheidern zum Wiederausbrechen der gewohnten Gewalttätigkeiten innerhalb der Stadt führen musste. Zugleich regierte zum ersten Mal ein Kleriker, wenn auch nur kurzzeitig und vertretungsweise die Stadt, eine Tatsache, die später nicht mehr vorstellbar war.

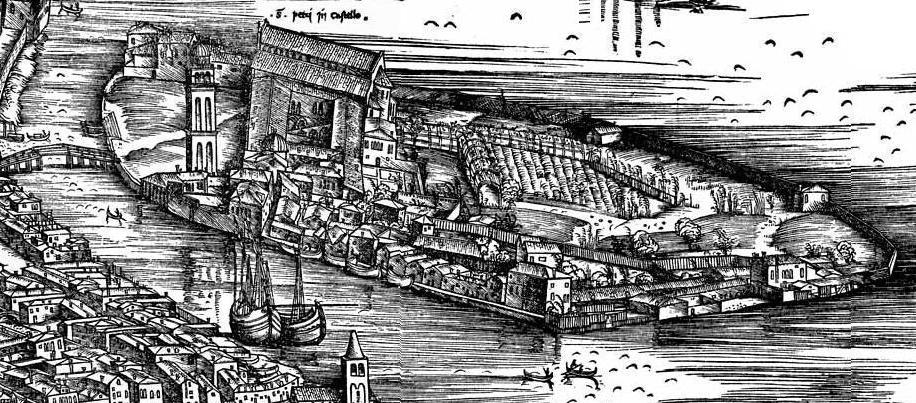
Die Insel San Pietro di Castello auf dem Venedigplan des Jacopo de’ Barbari um 1500

Die älteste volkssprachliche Chronik, die Cronica di Venexia detta di Enrico Dandolo aus dem späten 14. Jahrhundert, stellt die Vorgänge auf einer in dieser Zeit längst üblichen, sehr persönlichen Ebene dar, was den Dogen noch einmal größere individuelle Macht zuwies. Der Verfasser erwähnte den Bischof dementsprechend mit keinem Wort.
Ganz anders Pietro Marcello, der Ursus keineswegs verschwieg. Er führte 1502 in seinem später ins Volgare unter dem Titel Vite de'prencipi di Vinegia übersetzten Werk den Dogen im Abschnitt „Giovanni Particiaco Doge XII.“ Marcello behauptet, unter Führung ‚eines gewissen Carosio‘ („di un certo Carosio“) hätten sich einige Adlige gegen den Dogen verschworen. Der Doge musste fliehen, und Carosio „usurpo il Prencipato“ (S. 21) – so erklärt Marcello Caroso zum Usurpator und damit zu einem illegitimen Inhaber des Dogenamtes. Gegen „Carosio“ erhoben sich nun wiederum einige „gentil'huomini“ unter Führung von Basilio Transimondo, Giovanni Mauritio und Domenico Ortiano sowie von dreißig weiteren Adligen, die die Tyrannei nicht länger ertragen konnten („non potendo comportare la tirannide di Carosio“). Sie überfielen den Usurpator, rissen ihm die Augen heraus („gli trassero gli occhi“) und schickten ihn ins Exil. Auch wurden viele Mitwisser getötet. Johannes, der Doge, wurde aus dem Frankenreich zurückgerufen, als Basilio Transimondo, Giovanni Mauritio und „Orso Vescovo di Castello“ die ‚Republik‘ regierten. Weder ein Usurpator noch ein Bischof konnten als Herrscher die Legitimität des Dogats verletzen.

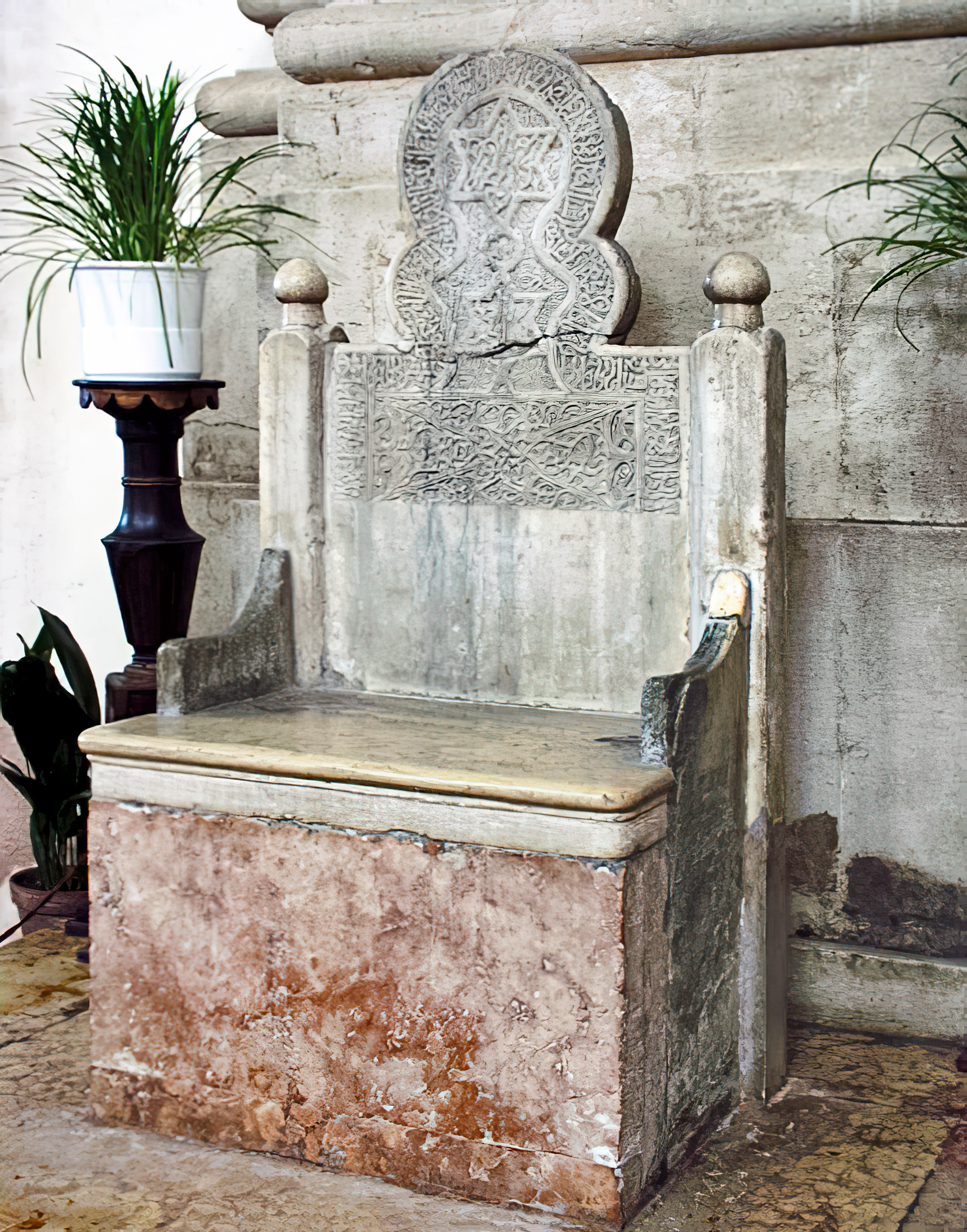
Die Kathedra des hl. Petrus in San Pietro di Castello

Abweichend berichtet wiederum die Chronik des Gian Giacomo Caroldo, fertiggestellt 1532. Caroldo meint „Ioannes Badoaro“ habe im Jahr „DCCCXXIX“ zu regieren begonnen. Der Kaiser wollte dem Dogen, der ihn gegen die Sarazenen Siziliens unterstützt hatte, seine Geneigtheit erweisen und schickte ihm die „Cadrega di San Pietro“, die in San Pietro di Castello untergebracht wurde. Auf dieser saßen, so Caroldo, in „Anthiochia“‚ der heilige Petrus und seine Nachfolger‘ („San Pietro Apostolo et successori“). Zu dieser Zeit wurde der Doge durch „Caroso Tribuno“, einen „huomo scelestissimo“ durch eine Verschwörung vertrieben. Der Doge ging „in Francia“, um von Lothars Sohn Karl Unterstützung zu erlangen. Währenddessen wurde Caroso Doge. Dies missfiel „Basilio Transmondo, Ioanni Mauritio, Dominico Orcianico“ und anderen, insgesamt dreißig Männern, sehr. Sie verließen Venedig und gingen nach „San Martin di Strà“, wo sich ihnen viele Männer anschlossen. Unter „Dominico Orcianico“ zogen sie nach Rialto, griffen den Dogenpalast an und nahmen Caroso gefangen. Sein Augenlicht wurde ihm genommen und er wurde aus Venedig vertrieben, nachdem er sechs Monate Doge gewesen war (S. 57). Seine „complici“, namentlich „Diodato Gruro, Marino Patricio, Dominico Monetario et Tribuno Gradense“ wurden in Stücke gehauen. Bis zur Rückkehr des Dogen wollten die Venezianer, dass „Orso Vescovo Olivense“ den Dukat regiere, gemeinsam mit „Basilio Transmondo et Ioanni Marcurio“. Zur allgemeinen Zufriedenheit sei der Doge wieder in sein Amt eingesetzt worden.
Der Frankfurter Jurist Heinrich Kellner, der die venezianische Chronistik im deutschen Sprachraum bekannt machte, wobei er weitgehend Marcello folgte, berichtete in seiner 1574 erschienenen Chronica das ist Warhaffte eigentliche vnd kurtze Beschreibung, aller Hertzogen zu Venedig Leben, wie „schwuren zusammen etliche Edele/welcher Haupt war einer/Carosius genannt.“ Der Doge floh. Doch gegen die „Tyranney“ „legten sich etliche von den Edlen und Fürnemesten wider in / darunder waren die ansehenlichsten / Basilius Trasimundus / Joann Mauritius/und Dominicus Ortianus/unnd mit inen noch dreissig der Fürnemesten in der Statt“. Sie setzten Carosius gefangen, „stachen im die Augen auß“ und verjagten ihn. Dazu stellt der Autor fest, es seien viele, „so es mit ihm gehalten haben / umbbracht worden.“ Nachdem „Orsus / Bischoff zu Castello / Basilius Trasimundus/ und Johann Mauritius die Gemein regiert“ hätten, sei Johannes aus „Franckreich“ zurückgekehrt.
In der Übersetzung der Historia Veneta des Alessandro Maria Vianoli, die 1686 in Nürnberg unter dem Titel Der Venetianischen Hertzogen Leben / Regierung, und Absterben / Von dem Ersten Paulutio Anafesto an / biss auf den itzt-regierenden Marcum Antonium Justiniani erschien, erschütterten „Aufruhr und Zusammenrottung etlicher vornehmer Edelleute / die ihm nach dem Leben gestanden / deren Haupt und Urheber einer mit Namen Carosius genannt/gewesen“, den „ganzen Staat“. Der „Fürst“ sah sich „genöthiget“ „nacher Franckreich zu entfliehen/und dem gedachten Carosio das Herzogthum zu überlassen“. Unter den bereits von Marcello aufgeführten drei „Edelsten und Fürnehmsten“ kam es wiederum gegen Carosio zum Aufstand, so dass diese drei Männer und dreißig weitere, die „seine verübte Tyranney nicht erdulten können / haben ihn unversehens überfallen/gefangen/die Augen ausgestochen /und endlich/mit noch vielen andern seinen Rädelsführern/gar in das Elend verjaget“. Iohannes wurde „wieder nacher nach Venedig zu kommen beruffen“, doch brachte er „aus einem fremden Land auch fremde Sitten und Geberden“ mit, „die ihme nicht wohl angestanden“ und die den Venezianern „ganz und gar zuwider gewesen“ seien. In der Zwischenzeit hatten „Orsus,der Bischoff in Castell/Basilius Trasimundus und Johannes Mauritius die Gemeine regieret“ (S. 97).
1687 ließ Jacob von Sandrart in seinem Werk Kurtze und vermehrte Beschreibung Von Dem Ursprung / Aufnehmen / Gebiete / und Regierung der Weltberühmten Republick Venedig den Dogen Johannes unmittelbar nach dem Sturz des Caroso zurückkehren, ohne Ursus und die beiden Tribunen zu erwähnen.

### Historisch-kritische Darstellungen
Johann Friedrich LeBret glaubt in der ab 1769 in vier Bänden erschienenen Staatsgeschichte der Republik Venedig „Carosus“ sei ein Tribun, ein Sohn des Bonicus gewesen. „So wenig die adelichen Häuser es ertragen konnten, daß die Würde des Herzoges erblich würde, so wenig konnten sie zugeben, daß man sie und das Volk des Wahlrechtes beraubete, wodurch sie glaubeten, einen Fürsten noch immer in einer gewissen Achtung gegen sie erhalten zu können“ (S. 163). Carosus wurde gestürzt. An dieser Stelle sah der Autor einen, wenn auch nicht in die Tat umgesetzten, möglichen Wendepunkt in der Verfassungsentwicklung: „Die Edelleute, welche den Carosus gestürzet hatten, waren im Begriffe, die Aristokratie auf immer fest zu setzen, und gar keinen Herzog mehr zu erwählen. Sie regiereten gemeinschaftlich, und übertrugen dem Urso, Bischofe von Olivolo, und dem Basilius und Johannes, als wegen Mitgliedern des Adels die Zwischenregierung.“ Die kurze Mitherrschaft des Ursus erklärt LeBret auf seine Weise: „Den Bischof des Volkes zogen sie dazu, welcher die Rechte der Geistlichkeit und des Volkes vertheidigen sollte: in der Hauptsache aber kam es auf die Willkühr der beyden Tribunen an“. Mit der Rückkehr des Dogen verschwand diese Regierungsform, ohne dass der Autor eine Erklärung dafür anbieten würde.
Bei Alessandro Orsoni wird in seinem 1828 erschienenen Werk Cronologica storia dei vescovi Olivolensi Caroso durch die Volksversammlung zum Dogen gewählt. Nach dessen Sturz wurde vereinbart, dass die Regierung übergangsweise („interinalmente“) von Orso und den besagten Tribunen übernommen werden sollte. Der zurückkehrende Doge wurde mit „sommo applauso“ empfangen. Die drei Interimsregenten nennt der Autor „Triumviri“.

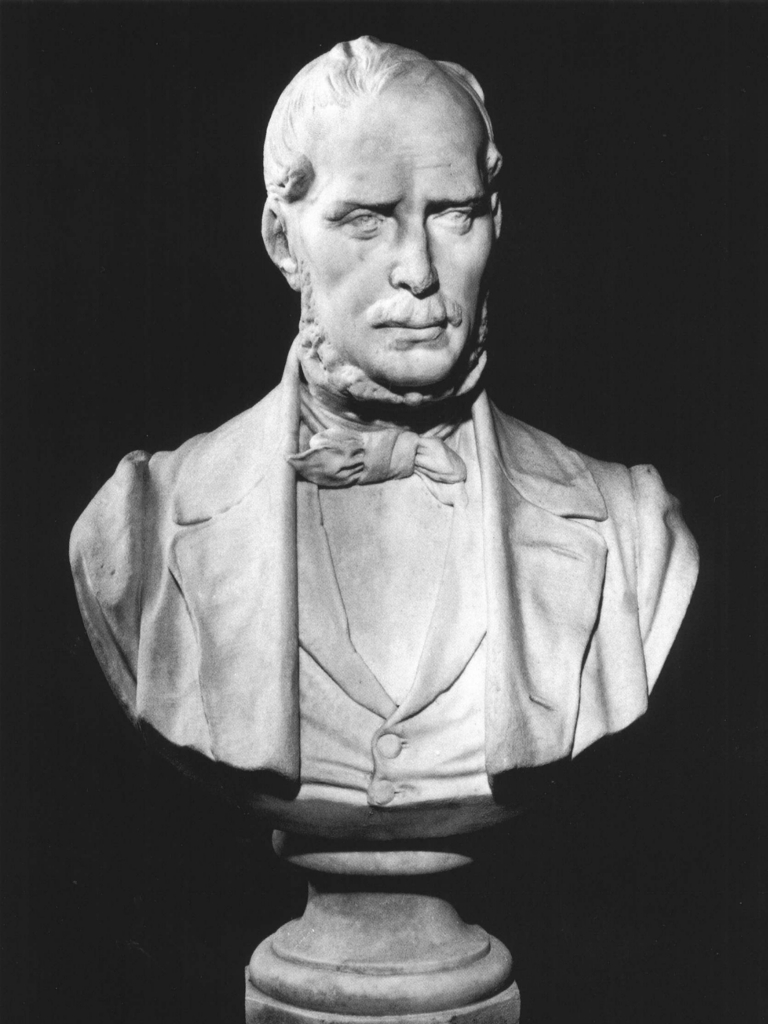
Büste des Samuele Romanin im Panteon Veneto des Istituto Veneto di Scienze, Lettere ed Arti, Marmor, ein Werk von Augusto Benvenuti, entstanden 1896

Samuele Romanin hingegen räumte „Ursus“ 1853 im ersten Band seines zehnbändigen Opus'  Storia documentata di Venezia wenig Platz ein, zumal er sich getreu an die inzwischen fest etablierte Zählung der 120 Dogen hielt – unter Außerachtlassung einer Reihe von Mitdogen und unter Einschluss der heute nicht mehr akzeptierten ersten Dogen. Nach Romanin sannen die Bewohner der verbrannten Städte, vor allem von Malamocco, auf Rache, und daher konnte sich „Pietro Caroso“ – den er auch als Unterzeichner des Testaments des Dogen Giustiniano Particiaco von 829 erwähnt – durchsetzen (S. 171). Gegen Caroso versammelten sich wiederum nach kaum einem halben Jahr seine Feinde in Campalto, wobei der Verfasser zu den bekannten drei Führern als vierten Domenico Orcianico hinzufügt (dabei nennt er in einer Fußnote nur allgemein die Chronik des Andrea Dandolo als Beleg). Carosos Hauptverbündete, namentlich „Domenico Monetario, Tritolo di Grado, Marino Patrizio e Diodato Gruro“ wurden niedergemacht („trucidato“). Dann wurde beschlossen, die Regierung bis zur Rückkehr des Dogen in die Hände des „Urso vescovo di Olivolo e dei tribuni Basilio Trasmondo e Giovanni Marturio“ zu legen (S. 171). An San Demetrio kehrte der Doge Iohannes feierlich zurück.
August Friedrich Gfrörer († 1861) glaubte in seiner elf Jahre nach seinem Tod erschienenen Geschichte Venedigs von seiner Gründung bis zum Jahre 1084, aus der Tatsache, dass sich seit 810 immer wieder Dogensöhne in Konstantinopel aufhielten, auf einen ansonsten nicht bekannten Vertrag schließen zu können. Demnach fungierten diese Söhne als Geiseln, und die Ehrungen, etwa die Titel, die die Kaiser diesen Geiseln zusprachen, wahrten nur den Schein. Die Kaiser hätten die Zeit genutzt, „um sie an griechische Hofluft zu gewöhnen oder ihnen byzantinischen Beamtengeist einzuträufeln.“ Nach Gfrörer gilt: „solche Thatsachen, welche in einer Weise, die das Ehrgefühl nicht grob verletzt, Venetiens Abhängigkeit von Byzanz bekunden, theilt Dandolo mit, und nur plumpe verschweigt er“ (S. 149). Für Gfrörer war nicht nur der Streit zwischen den Patriarchen ein ständiges Mittel der Franken, in die Lagune hineinzuregieren, sondern auch der Aufstand der Tribunen und des Monetarius, des „Münzmeisters“, sei von den Franken initiiert gewesen. Der Autor mutmaßt, dass die folgende Annäherung des Dogen an die Franken wiederum die byzantinische Partei unter Caroso zum Aufstand veranlasste. Dies folgert er aus der guten Aufnahme, die der Flüchtling bei den Franken fand. Andere Flüchtlinge wichen nach Mestre „(also auf fränkisches Gebiet)“, aus, um Caroso zu stürzen. „Vor der Hand setzte die siegreiche Partei eine einstweilige Regierung ein, welche aus drei Personen, dem Bischof Orso von Olivolo und zwei Laien bestand. Als aber Johann aus Francien zurückkehrte, machten sie ihn wieder zum Dogen“ (S. 175 f.).
Francesco Zanotto glaubt in seinem 1861 erschienenen Werk Il Palazzo ducale di Venezia ebenfalls, dass ‚bis zur Rückkehr des Dogen Johannes‘ („fino al ritorno di doge Giovanni“), der zurückgerufen worden war, die Regierung Orso, dem Bischof von Olivolo, und den beiden Tribunen Basilio Trasmondo und Giovanni Marturio ‚anvertraut‘ („affidato“) werden sollte.

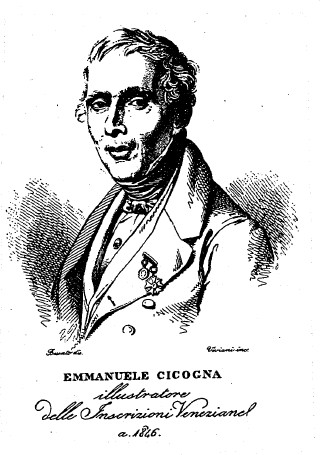
Emmanuele Antonio Cicogna, 1846

Noch knapper fasst Emmanuele Antonio Cicogna 1867 im ersten Band seiner Storia dei Dogi di Venezia die Ereignisse zusammen. Nach dem Sturz Carosos heißt es dort lapidar: „Alle redini del governo posero frattanto Ursone, vescovo di Olivolo, e due tribuni“. Man übergab also Ursus und zwei Tribunen die ‚Zügel der Regierung‘ bis zur Rückkehr des richtigen Dogen.
Heinrich Kretschmayr glaubte, Caroso sei mit byzantinischer Hilfe gestürzt worden: „Die ohne Zweifel von Byzanz unterstützte Ordnungspartei war die stärkere; der Usurpator wurde nur wenige Monate später in seinem Palaste überfallen, geblendet, verbannt. Eine Gesandtschaft, den Bischof Orso von Olivolo, den Sohn des vertriebenen Johannes an der Spitze, holte diesen wieder ein; ohne Opfer an seinen Befugnissen erleiden zu müssen, „integraliter“, kehrte er am 26. Oktober 835 (?) in die Stadt zurück. Die intakte Aufrechthaltung der griechischen Herrschaft kommt in dieser Meldung deutlich zum Ausdruck.“